# 혁명의 물결
혁명의 물결(영어: revolutionary wave) 또는 혁명년대(영어: revolutionary decade)란 비슷한 시기에 여러 장소에서 동시다발적으로 일련의 혁명들이 일어나는 것을 말한다. 혁명의 물결을 연구한 역사학자 및 정치철학자로는 로버트 로스웰 팔머, 크레인 브린턴, 한나 아렌트, 에릭 호퍼, 자크 고드쇼 등이 있다.
마르크스주의에서는 혁명의 물결을 세계혁명이 가능한 증거로 해석한다. 로자 룩셈부르크는 『대중파업론』에서 혁명의 물결에서 가장 귀한 것은 노동자의 정신적 성장이라고 논했다. 혁명을 거치면서 무산자 계급은 앞으로 다가올 불가피한 정치경제적 투쟁에서의 진보를 보장할 결속과 지적 위상을 성취한다는 것이다.
비마르크스주의 학자들은 단순히 짧은 시간간격 동안 벌어지는 이산된 혁명들을 집합적으로 이르는 용어로서 "혁명의 물결"이라는 말을 사용한다.

## 시대구분론
역사상의 모든 혁명의 물결의 목록에 대한 총의는 존재하지 않는다. 다만 서로 다른 물결에 속하는 혁명들이 공유하는 이념에 따라 학자들이 혁명들을 범주화할 수 있다. 예컨대 마크 N. 칸츠는 "레닌주의 물결"이 1917년부터 1991년까지, "파시스트 물결"이 1922년부터 1945년까지, "반공주의 물결"이 1989년에서 1991년까지 지속되었다고 규정한다.

### 19세기 이전
- 제2차 종교개혁(1566년–1609년): 네덜란드 독립전쟁 및 제2차, 제3차 프랑스 종교전쟁.[6]
- 30년 전쟁(1618년–1648년): 프랑스 위그노 전쟁도 여기에 포함.[6]
- 대서양 혁명(18세기 말): 미국 독립혁명(1776년), 프랑스 혁명(1789년), 아이티 혁명(1791년), 바타비아 혁명(1795년), 아일랜드 혁명(1798년),[6][7]

### 19세기
- 라틴아메리카 독립전쟁 또는 대서양 제2혁명(1810년–1826년)[7]
- 1820년대 혁명: 카르보나리(1820년), 에스파냐 입헌혁명(1820년-1823년), 포르투갈 자유혁명(1820년), 12월 혁명당의 난(1825년), 그리스 독립전쟁(1821년-1829년).[7][6]
- 1830년대 혁명: 프랑스 7월 혁명(1830년), 벨기에 혁명(1830년-1831년),[6] 폴란드 11월 봉기(1830년-1831년)
- 1848년 혁명: 프랑스 2월 혁명, 독일 3월 혁명, 청년 이탈리아당 등 유럽 전역.[5][6][7]
- 1850년대 혁명: 중국 태평천국의 난(1850년-1864년), 인도 세포이 항쟁(1857년-1858년), 오스트레일리아 유레카 반란(1854년).
- 1860년대 혁명: 리소르지멘토(1866년-1871년), 독일 통일전쟁(1864년-1871년), 에스파냐 명예혁명(1868년), 미국 내전 또는 미국 제2혁명(1861년-1865년), 메이지 유신(1868년), 파리 코뮌(1871년).
- 1870년대 대동방 위기: 헤르체고비나 봉기 (1875년-1877년), 불가리아 4월 봉기(1876년), 크레타의 난(1878년).[6]

### 20세기
- 러일전쟁 후속혁명(1905년-1911년): 러시아 제1혁명(1905년), 아르헨티나 급진혁명(1905년), 페르시아 입헌혁명(1905년-1911년), 청년 튀르크당의 혁명(1908년), 고우디 쿠데타(1909년), 모나코 혁명(1910년), 포르투갈 1910년 10월 5일 혁명, 멕시코 혁명(1910년-1920년), 신해혁명(1911년). 주로 구시대의 구습에 저항하여 국민주의, 입헌주의, 공화주의, 근대화를 지향했다는 공통점이 있다.[6][7]
- 1차대전 후속혁명(1917년-1923년): 러시아 혁명(1917년), 핀란드 내전(1918년), 독일 11월 혁명 (1918년), 제국들(독일, 오스트리아, 오스만)의 멸망과 국민국가(체코슬로바키아, 유고슬라비아, 폴란드, 터키 등)들의 탄생, 인도 독립운동, 아랍 반란(1916년-1918년), 아일랜드 부활절 봉기(1916년) 등. 주로 국민주의, 대중주의, 사회주의 성향.[6][7]
- 파시즘 혁명(1922년-1945년): 로마 진군(1922년), 포르투갈 1926년 5월 28일 쿠데타, 프랑스 불의 십자단(1927년), 핀란드 라푸아 운동(1929년), 독일 수권법(1933년), 그리스 8월 4일 체제(1936년), 일본 2·26 사건(1936년), 에스파냐 내전(1936년-1939년) 등.[8][6]
- 2차대전기 혁명(1943년-1949년): 그리스 내전(1943년-1949년), 레지스탕스, 레시스텐자, 유고슬라비아 파르티잔, 소련의 동유럽 점령 등.[6][7]
- 인도차이나 전쟁(1945년-1975년): 인도네시아 국민혁명(1945년), 1차 인도차이나 전쟁(1946년-1954년), 라오스 내전(1953년-1975년), 베트남 전쟁(1955년-1975년), 캄보디아 내전(1967년-1975년) 등. 마르크스주의 혁명의 물결과 그에 대항하는 서방권의 충돌이었다.[8]
- 아프리카의 탈식민화(1970년대): 소말리아의 친소 쿠데타, 콩고 공화국, 베냉, 에티오피아의 독립, 포르투갈 식민전쟁 등.
- 아랍 민족주의 운동(1950년대-1960년대): 가말 압델 나세르가 주창하여 이집트(1952년), 시리아(1958년), 이라크(1958년), 알제리(1962년), 북예멘(1962년), 수단(1969년), 리비아(1969년)로 확산.[5]
- 니키타 흐루시초프의 스탈린 격하(1956년 2월)에 따라 동구권에서 정치적 격변 발생. 폴란드 포즈난 봉기(1956년)로 시작된 폴란드 10월 혁명으로 폴란드 연합노동자당에서 스탈린주의자 파벌이 축출. 폴란드의 영향을 받아 헝가리에서도 1956년 반소혁명 발생했으나 소련군에게 진압.
- 흑인권력운동(1960년대): 미국 흑인민권운동, 트리니다드 토바고 흑인권력혁명(1968년–1970년), 1967년 장기 혹서.
- 68혁명: 체코 프라하의 봄, 중국 문화대혁명, 프랑스 68혁명, 일본 전공투 등.[9]
- 중앙아메리카 위기(1970년대): 니카라과의 산디니스타를 시작으로 엘살바도르, 과테말라에 좌익 민중봉기 발생.
- 종교근본주의 혁명(1977년-1987년): 시아파 이란 혁명(1979년), 수정시온주의, 신시온주의, 이스라엘의 리쿠드당 집권(1977년), 미국 기독교 우파 운동(1970년대), 인도 인민당(현 인도 인민당의 전신) 창당(1977년), 알카에다 설립(1988년), 하마스 설립(1987년), 아프가니스탄 무자히딘 7당동맹 결성(1981년 또는 1985년), 라슈카레 타이바 설립(1987년).[10]
- 1989년 혁명 및 소련의 붕괴(1989년-1991년):[4] 이로써 레닌주의 혁명의 물결은 종결되고,[11] 러시아 연방과 아르메니아, 아제르바이잔, 벨리루스, 에스토니아, 사카르트벨로, 카자흐스탄, 라트비아, 리투아니아, 몰도바, 타지키스탄, 투르크메니스탄, 우크라이나, 우즈베키스탄이 독립하다. 얼마 뒤 아프가니스탄, 알바니아, 앙골라, 베냉, 불가리아, 캄보디아, 콩고 공화국, 체코슬로바키아, 동독, 에티오피아, 헝가리, 몽골, 모잠비크, 폴란드, 루마니아, 소말리아, 남예멘, 유고슬라비아에서도 공산주의가 폐기되다.[5][6][7] 남아공의 아파르트헤이트와 유고슬라비아 연방도 1990년대 초에 무너지다.
- 분홍물결(1999년-2000년대 말): 라틴아메리카의 좌익대중주의 부상.

### 21세기
- 색깔 혁명(2000년대 초): 구 소련 소속국 및 발칸반도 여러 나라의 민주화, 서방화 운동.[7]
- 반긴축운동 및 점거운동(2009년-2014년): 2008년 세계 금융 위기의 후폭풍으로 아이슬란드, 마다가스카르, 아일랜드, 이란, 태국, 키르기스스탄, 그리스, 튀니지, 이집트, 리비아, 바레인, 사우디아라비아, 오만, 예멘, 에스파냐, 칠레, 몰디브, 캘리포니아, 중화인민공화국, 시리아, 이스라엘, 아제르바이잔, 아르메니아, 로자바, 멕시코, 캐나다, 영국, 루마니아, 터키, 프랑스, 우크라이나, 베네수엘라, 부르키나파소, 홍콩, 멕시코에서 대규모 시위 또는 소요 발생.
- 아랍의 봄(2010년-2014년): 나세르가 시작했던 범아랍주의 혁명의 물결이 끝나고 아랍 세계가 대중시위, 혁명, 내전의 소용돌이에 휘말리다.
- 아랍의 겨울(2014년-현재): 아랍의 봄의 후폭풍으로 권위주의, 독재, 이슬람 극단주의가 중동을 장악하다.
- 2019년 말 전세계적으로 대중항의운동이 빈발했다. 홍콩, 카탈루냐, 칠레, 레바논, 알제리, 볼리비아, 아이티, 이라크, 에콰도르, 몬테네그로, 인도네시아, 알바니아, 수단, 베네수엘라, 프랑스 등. 시위의 이유는 반부패, 반긴축, 민주화, 불평등, 반권위주의 등 다양하다. 경체적 불평등으로 인해 정치경제적 엘리트에 대한 원한이 깊어지고 있으며, 전지구적 엘리트 또는 신자유주의 자본제를 적대의 대상으로 삼기도 한다.
- 아랍의 여름(2017년-2024년): 2018년 요르단에서 총리가 바뀌었고, 2019년 4월에는 알제리와 수단에서 혁명이 성공되었다. 2019년 10월 후기에는 시민들의 저항으로 이라크와 레바논에서 총리가 물러났다.

## 같이 보기
- 혁명 수출
- 내셔널리즘
- 프롤레타리아 국제주의
- 도미노 이론
- 권력정치
- 경기순환